# Parafia Najświętszego Serca Jezusowego w Biadolinach Radłowskich
Parafia Najświętszego Serca Jezusowego w Biadolinach Radłowskich – parafia rzymskokatolicka, znajdująca się w diecezji tarnowskiej, w dekanacie Porąbka Uszewska.